# خوان كاردوزو
خوان كاردوزو (بالإسبانية: Juan Cardozo) هو مدرب كرة قدم ولاعب كرة قدم باراغواياني، ولد في 1 أغسطس 1974 في انكارناسيون في باراغواي. شارك مع منتخب باراغواي لكرة القدم. أما مع النوادي، فقد لعب مع أوليمبيا أسونسيون وسبورتيفو لوكوينو وسيرو بورتينيو وناسيونال أسونسيون.

## وصلات خارجية
- خوان كاردوزو على موقع قاعدة بيانات كرة القدم.إي يو (الإنجليزية)
- خوان كاردوزو على موقع ناشيونال فوتبول تيمز (الإنجليزية)